# (4591) Bryantsev
(4591) Bryantsev (1975 VZ) – planetoida z grupy pasa głównego asteroid okrążająca Słońce w ciągu 3,85 lat w średniej odległości 2,45 j.a. Odkryta 1 listopada 1975 roku.